# Neoramia koha
Neoramia koha är en spindelart som beskrevs av Forster och Wilton 1973. Neoramia koha ingår i släktet Neoramia och familjen trattspindlar. Inga underarter finns listade i Catalogue of Life.